# Orno Brdo
Orobërdë en albanais et Orno Brdo en serbe latin (en serbe cyrillique : Орно Брдо) est une localité du Kosovo située dans la commune/municipalité d'Istog/Istok et dans le district de Pejë/Peć. Selon le recensement kosovar de 2011, elle compte 1 087 habitants.

## Histoire
Dans le village, la tour-résidence de Zeqir Hakaj est proposée pour une inscription sur la liste des monuments culturels du Kosovo.

## Démographie

### Évolution historique de la population dans la localité
| 1948 | 1953 | 1961 | 1971 | 1981 | 1991  | 2011  |
| ---- | ---- | ---- | ---- | ---- | ----- | ----- |
| 467  | 472  | 539  | 724  | 972  | 1 129 | 1 087 |

|  |

### Répartition de la population par nationalités (2011)
En 2011, les Albanais représentaient 98,53 % de la population.